# Michael Anton Sinkel

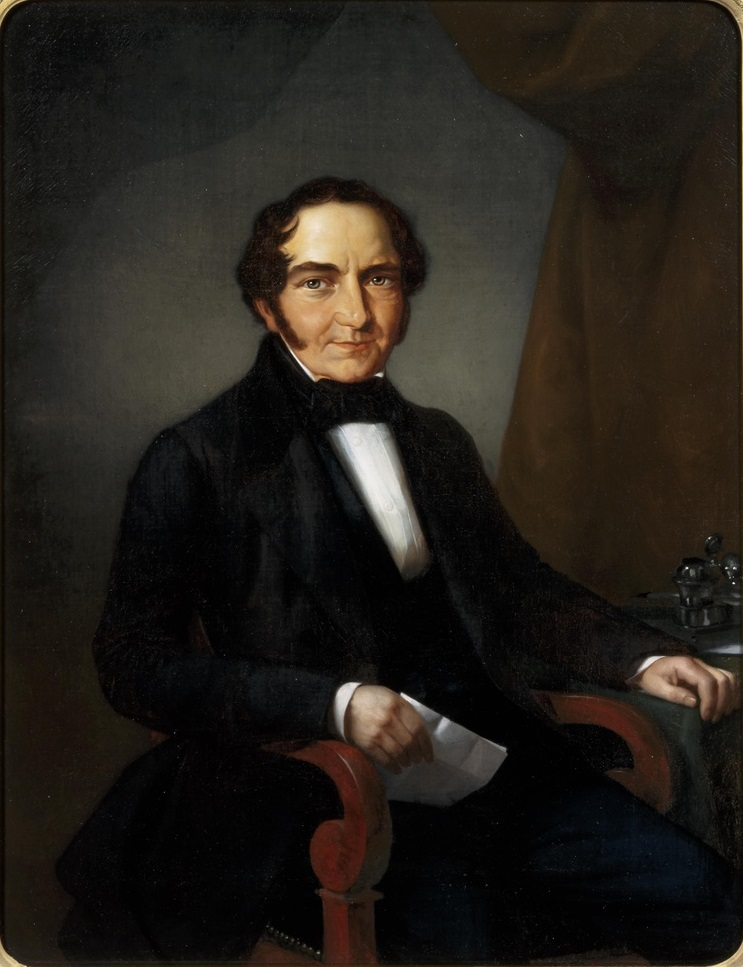
Michael Anton Sinkel

Michael Anton Sinkel (Crapendorf, bij Cloppenburg, 30 september 1785 – Amsterdam, 22 januari 1848) was de eigenaar-oprichter van de Winkel van Sinkel.

## Familie

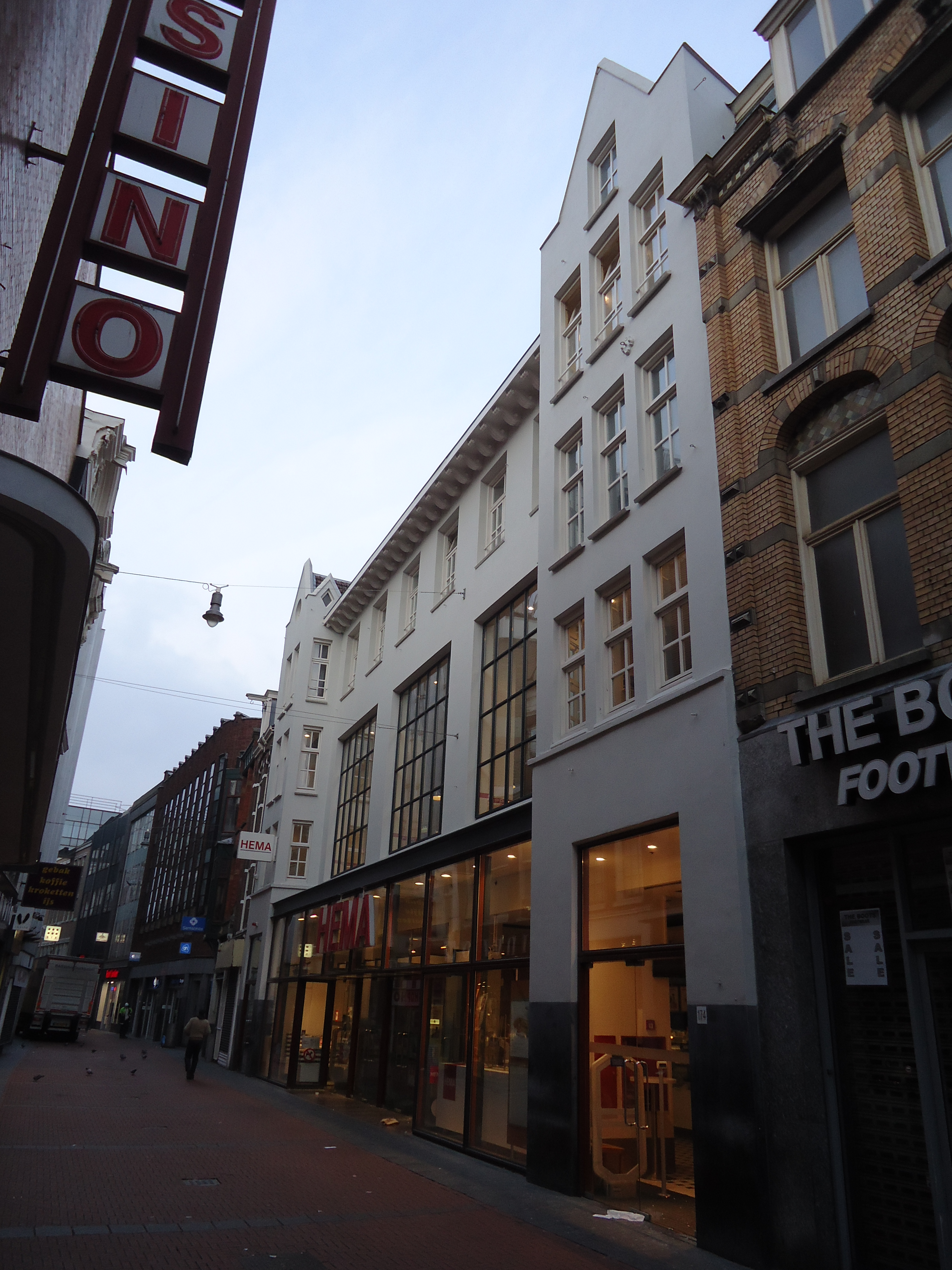
Nieuwendijk 174-176, voormalige Winkel van Sinkel te Amsterdam

Sinkel was de zoon van Hermann Anton Jacob Sinkel en Maria Anna Gertrud Wittig. Hij vestigde zich in 1820 als manufacturier in Amsterdam. Een jaar later trouwde hij in Amsterdam met Anna Maria Agnes ten Brink (1787-1859). Zij was een dochter van Johann Gerhard ten Brink en Anna Maria Wilmers. Anna trouwde als weduwe van Johan Conrad Josephus Moormann (1779-1816). Zijn huwelijk met Maria bleef kinderloos.

## Winkel van Sinkel

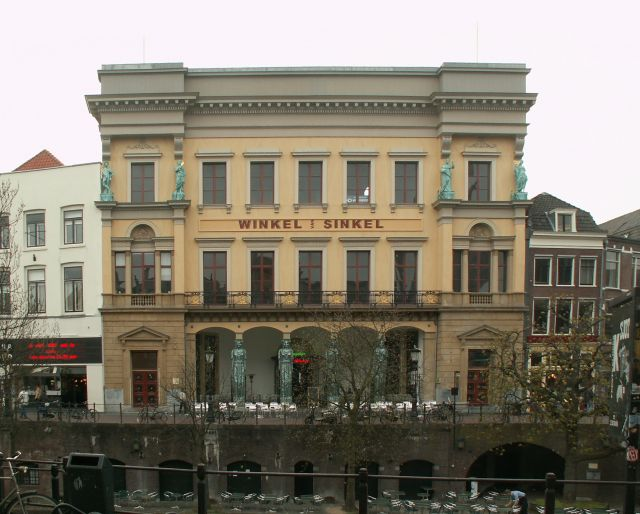
Voormalige Winkel van Sinkel te Utrecht

Op 22 april 1822 opende hij de manufactuurzaak op de Nieuwendijk 174-176, direct daarna de tegenoverliggende panden Nieuwendijk 175-177. Op 174 een grote katoenwinkel. Op 176 een mannen-atelier. Op 175 een afdeling woninginrichting voor particulieren. Op 177 een herenpaskamer en een lakenwinkel.. Daarna op het Damrak 63 een woninginrichting voor bedrijven en grote herenhuizen. Daarna de Kalverstraat in Amsterdam. Op 1 mei 1824 kocht hij het huis genaamd Het houten been ook bekend onder de naam Blijdestein op de Oudegracht wijk G nr. 14 in Utrecht. Hij verbouwde het pand om tot winkelhuis en gaf het in beheer aan Albertus Maseland. Daarna in 1826 in de Nieuwestad in Leeuwarden, toen de Grote Markt te Rotterdam. Daarna de Botermarkt te Leiden. Op 15 maart 1834 kocht hij het voormalige gasthuis en de twee huizen die tussen dit gebouw en zijn winkel in stonden (en enkele kelders) aan de Oudegracht. Het gasthuisgebouw strekte zich uit van de Oudegracht tot aan de Neude. Ook op de Neude had hij al 2 huizen gekocht. De Oudegracht in Utrecht ging open op 6 mei 1839.

## Hilveroord
Dat de zaken niet slecht liepen, blijkt onder andere in 1836 als Anton Sinkel in Hilversum een stuk grond met de restanten van het huis Hoornboeg koopt aan de Utrechtseweg te Hilversum. Hij bouwt er een nieuw huis en noemt het Hilveroord. De familie neemt het huis in gebruik als zomerverblijf. In de jaren daaropvolgend worden er op het grondstuk een gastenhuis en een boerderij met stallen bij gebouwd. Tot 1848, het jaar van zijn overlijden, koopt hij rondom het huis een aantal stukken grond tot het een geheel vormt van ca. 19 ha. Zijn weduwe betrekt in 1848 metterwoon het huis Hilveroord; zij zal daar blijven wonen tot haar overlijden in 1859.

## Testament
Om de opvolging veilig te stellen maakte Sinkel zijn testament op op 15 mei 1843. Anton Bernard Casper Sinkel, Joseph Ludwig Veerkamp en Anton Bernard Povel kregen het recht alle goederen die hij zou nalaten van de erfgenamen over te nemen.